# Yushkinite
La yushkinite è un minerale.